# عزير كل البيشاوري
عُزير گُل البيشاوري (بالأردية: عُزیر گُل پیشاوری) عالم مسلم وناشط في حركة الاستقلال الهندية عن الاحتلال البريطاني. وُلد في مدينة «زيارت كاكا صاحب»، وهي بلدة تقع في بيشاور. أكمل تعليمه الابتدائي في الكُتَّاب المحليَّة وانتقل فيما بعد إلى دار العلوم ديوبند حيث تلقى العلم على يد محمود حسن الديوبندي. تخرج من دار العلوم عام 1331هـ. ومع قيام حركة الخلافة، عين عزير گُل رئيساً للجنة الخلافة في ديوبند. كان مقرباً من محمود حسن الديوبندي وسجن معه في مالطة لدوره في حركة رسالة الحرير. عمل مدرساً في دار العلوم ديوبند، وقبل الحرب العالمية الثانية عُيِّن مدرساً رئيسياً في مدرسة الرحمانية في روركي.
في عام 1945، انتقل عزير گُل إلى مسقط رأسه في بيشاور مع زوجته الإنجليزية، بياتريس كوك (إقبال النساء). توفي في 17 نوفمبر 1989.